# Kambawels
Der Kambawels (Chrysichthys cranchii) gehört zu den größten Welsarten Zentralafrikas und wird bis ca. 1,5 Meter lang sowie bis zu 130 Kilogramm schwer.
Ursprünglich wurde die Art als Pimelodus cranchii beschrieben. Heute wird sie je nach Autor den Gattungen Amarginops (z. B. Mo 1991, Seegers, 2008) oder Chrysichthys (z. B. Ferraris 2007) zugeordnet. Der Kambawels kommt in größeren Flüssen des Kongobeckens vor, nach Boulenger auch im Tanganjikasee.

## Namen
Der Kambawels (engl. kamba catfish) wird regional Kanzema, Kokuni, Manora oder Tshirima genannt. Der Artname wurde zu Ehren seines Finders John Cranch vergeben.

## Lebensweise
Die Lebensweise des nachtaktiven Kambawelses ist wissenschaftlich wenig erforscht. Der Kambawels gilt als omnivor, während er sich im Jugendstadium von Kleinlebewesen wie z. B. Insektenlarven ernährt, bevorzugt er mit zunehmender Größe immer mehr andere Fische. Als Standort wählt die Art entweder Felsböden oder Stellen, an denen Bäume ins Wasser gestürzt sind.
Die Reproduktionsrate ist sehr gering, es kann zwischen viereinhalb und 14 Jahren dauern, bis sich der Bestand der Tiere verdoppelt.

## Merkmale
Die Fische haben einen großen, runden Kopf, der langgestreckte Körper ist oberseits goldbraun bis schwarz mit grün-metallischen Reflexen, unterseits heller bis rosa- oder elfenbeinfarben. Die Rücken- und Brustflossen besitzen als ersten Strahl einen kräftigen, gezähnten Stachel. Die Schwanzflosse ist tief eingeschnitten. Die Afterflosse besitzt 12–14 Strahlen, von denen acht bis zehn verzweigt sind. Die Fettflosse ist 1½-mal länger als hoch. Die Bauchflossen sind unauffällig. Außerdem besitzen die Fische vier Paar Barteln (1 Paar lange Nasalbarteln, 1 Paar Oberkieferbarteln seitlich am Maul, 2 Paar Unterkieferbarteln, die äußeren länger als die inneren).

## Nutzung
Der Kambawels ist lokal für die Fischerei von Bedeutung. Die Lega im südöstlichen Kongo benutzen Zweige und Äste, mit denen sie auf das Wasser schlagen und die Kambawelse so in die Netze treiben. Kopf und Zähne des Raubfisches werden außerdem bei ihren Initiationsriten verwendet. Trotz seiner beachtlichen Größe und seines Gewichtes hat der Kambawels bislang noch keine Bedeutung als Sportfisch erlangt.
Als Aquarienfisch wurde er zwar schon in den 50er Jahren eingeführt, aber als Jungfisch und wohl eher zufällig. Aufgrund seiner erreichbaren Größe ist er auch kein begehrtes Objekt des Zierfischhandels.